# Barebare I Love You
Singles de Up Up Girls Kakko Kari
Going my ↑
(25 avril 2012) Uppercut! / Yūdachi! Through the Rainbow
(25 juillet 2012)
Barebare I Love You (バレバレI LOVE YOU), est le 2e single indépendant (dit « indie ») du groupe japonais Up Up Girls Kakko Kari sorti en juin 2012,,.

## Détails du single
Il sort deux mois après le tout premier single du groupe Going my ↑. Tout comme ce dernier, il est initialement publié, le 3 mai 2012, sous une édition spéciale intitulé Barebare I Love You (Kakko Kari Version) comprenant seulement une version différente de la chanson-titre originale. Le 7 avril le groupe enregistre de la chanson en face B Rainbow a été livré sur USTREAM. Puis le single, est publié sous format numérique le 22 mai avant de sortir sous format final, en CD, le 27 juin sous Up-Front Works en une seule édition. Le CD contient la chanson-titre originale (écrite par Nobe, composée et produite par Michitomo), sa chanson en face B Rainbow (écrite par Noaka Takai) toutes les deux accompagnées de leurs versions instrumentales.
La chanson-titre figurera sur le premier album du groupe First Album Kakko Kari qui sera mis en vente l'année suivante, le 30 janvier 2013.

## Formation
Membres crédités sur le single : 
- Minami Sengoku – Leader
- Konatsu Furukawa
- Saki Mori
- Ayano Satō
- Azusa Sekine
- Manami Arai
- Akari Saho

## Liste des titres
| 1. | Barebare I LOVE YOU (バレバレI LOVE YOU) |  |

| 1. | Barebare I LOVE YOU (バレバレI LOVE YOU) | michitomo | NOBE        |  |
| 2. | Rainbow                                  | michitomo | Naoka Takai |  |
| 3. | Barebare I LOVE YOU (instrumental)       | michitomo | NOBE        |  |
| 4. | Rainbow (instrumental)                   | michitomo | Naoka Takai |  |